# The Shadow Line
The Shadow Line  är en brittisk kriminaldramaserie som började sändas den 5 maj 2011 på BBC. Serien skapades, skrevs och regisserades av Hugo Blick.
Vid 2012 års BAFTA-utdelning vann serien och Hugo Blick pris för bästa regi.

## Handling
Serien följer kriminalkommissarie Gabriel som just återvänt till jobbet efter att ha blivit skjuten under ett undercover-uppdrag. Han lider av minnesförlust och en kula sitter fortfarande kvar i huvudet. Nu leder han utredningen av mordet på en knarkbaron.

## Rollista (i urval)
- Chiwetel Ejiofor - Jonah Gabriel
- Christopher Eccleston - Joseph Bede
- Antony Sher - Peter Glickman
- Stephen Rea - Gatehouse
- Rafe Spall - Jay Wratten
- Kierston Wareing - Lia Honey
- Richard Lintern - Richard Patterson
- Eve Best - Petra Mayler
- Lesley Sharp - Julie Bede
- Tobias Menzies - Ross McGovern
- Robert Pugh - Bob Harris
- Malcolm Storry - Maurice Crace
- Clare Calbraith - Laura Gabriel
- Sasha Behar - Laing
- Freddie Fox - Ratallack
- Sharon D. Clarke - Mrs Dixon